# Материальные потоки
Материальные потоки — логистическая категория, представляющая собой движение и/или преобразование в экономической сфере (промышленность, торговля, сельское хозяйство и т. д.) вещественных объектов, к которым относятся энергоносители, сырьё и материалы, незавершенное производство, полуфабрикаты, комплектующие, готовая продукция и т. д., на всех стадиях общественного производства (снабжение, производство, сбыт и т. д.).
Материальные потоки наряду с финансовыми, информационными, кадровыми и т. д. являются частью совокупного логистического потока — движения и преобразования всех возможных видов ресурсов на пути от источника до приёмника (от производителя до потребителя).

## Примеры
Примерами материальных потоков являются перекачка нефти из мест добычи к нефтеперерабатывающему заводу, поставки одежды с ткацкой фабрики на оптовый склад, доставка бананов с плантации на овощную базу и т. д.
Транспортный поток также является одним из видов материальных потоков.

## Классификация
Принято классифицировать материальные потоки по ряду признаков:
1. По отношению к логистической системе
2. По составу объектов движения
3. По характеру движения

Выделяют следующие основные параметры материальных потоков:
1. Скорость
2. Начальная, конечная и промежуточные точки движения
3. Траектория
4. Плотность
5. Интенсивность
6. Мощность